# Іван III Васильович
Іва́н III Васи́льович (рос. Иван Васильевич; 22 січня 1440 — 27 жовтня 1505) — великий князь московський (1462—1505). Представник роду Даниловичів московських (Калитовичів) з династії Юрійовичів. Народився у Москві, столиці Великого князівства Московського. Син московського князя Василія ІІ. Батько московського князя Василія ІІІ. Васал золотоординських ханів до 1480 року. Від 1450 року був співправителем батька Василія ІІ, після його смерті княжив одноосібно. Заклав основи централізованої самодержавної Московської держави. Самопроголосив московську церкву (1448) . Намагався позбутися ординського сюзеренітету (1480), був першим з московських князів, що самотитулувався царем. Провів урядову та судову реформи, ліквідував удільні князівства, запровадив «Судебник» (1497). Збільшив територію Московії вдвічі: приєднав Ярославське (1463), Ростовське (1474), Тверське (1485) князівства, Хлинов (1489), більшу частину Рязанщини. Завоював і ліквідував Новгородську боярську республіку (1478), депортувавши частину її населення вглиб Московії. Вів постійні війни з Великим князівством Литовським за Русь (1487–1494, 1500–1503), у ході яких захопив Сіверщину і Гомельщину. Для підняття престижу Москви одружився з Софією, дочкою морейського деспота Фоми Палеолога, племінницею останніх візантійських імператорів Іоанна VIII та Констянтина XI, яка не мала прав на візантійську спадщину. Взяв візантійського двоголового орла за герб Московії, декларуючи претензії на спадщину Константинополя. Сприяв будівництву церков і монастирів. Перебудував Московський кремль і заклав у ньому Успенський собор. Помер у Москві. Похований у московському Архангельському соборі. У хрещенні — Тимофій. Прізвисько — Вели́кий (рос. Великий).

## Біографія

### Дитинство і юність
Іван III народився 22 січня 1440 року у сім'ї великого князя московського Василія II Васильовича та його дружини Марії Ярославни Боровської.
Достовірних даних про раннє дитинство Івана III не збереглося, швидше за все, він виховувався при дворі свого батька. Однак подальші події круто змінили долю спадкоємця престолу 7 липня 1445 року за Суздалем військо батька Івана, великого князя Василія II зазнало нищівної поразки від армії під командуванням татарських царевичів Мамутяка і Якуба (синів хана Улу-Мухаммеда). Поранений великий князь потрапив в полон, а влада в державі тимчасово перейшла до старшого в роду нащадків Івана Калити — князя Дмитра Юрійовича Шемяки. Полон князя і очікування татарської навали привели до зростання плутанини в князівстві; складну ситуацію погіршила раптова пожежа в Москві.
Василь, пообіцявши хану викуп, отримав від нього військо і восени повернувся з полону в Москву, а Шемяка змушений був покинути столицю і піти в Углич. Москва повинна була заплатити за князя викуп — близько кількох десятків тисяч рублів. У цих умовах серед прихильників Дмитра Шемяка виникла змова, і, коли у лютому 1446 року Василь II разом з дітьми вирушив у Троїце-Сергіїв монастир, в Москві почався заколот. Великий князь був схоплений, перевезений до Москви, і в ніч з 13 на 14 лютого осліплений (що принесло йому прізвисько «Темний») за наказом Дмитра Шемяки. За повідомленням новгородського літописця, великого князя звинувачували в тому, що він «татар привів на Руську землю», і роздавав їм «в годування» московські міста і волості.
Шестирічний княжич Іван спочатку не потрапив в руки Шемяки: дітям Василя разом з вірними боярами вдалося втекти в Муром, який перебував під контролем прихильників великого князя. Через деякий час в Муром прибув рязанський єпископ Іона, який повідомив про згоду Дмитра Шемяки виділити поваленому Василю уділ; покладаючись на його обіцянку, прихильники Василя погодилися передати дітей новій владі. 6 травня 1446 року княжич Іван прибув до Москви. Однак Шемяка не дотримав слова: через три дні діти Василя були відправлені в Углич до батька і ув'язнені.
Через декілька місяців Шемяка все-таки вирішив дарувати колишньому великому князю уділ — Вологду. Діти Василя пішли слідом за ним. Але повалений князь зовсім не збирався визнавати свою поразку, і поїхав до Твері, просити допомоги у великого князя тверського Бориса. Оформленням цього союзу стали заручини шестирічного Івана Васильовича з дочкою тверського князя Марією Борисівною. Незабаром війська Василя зайняли Москву. Дмитро Шемяка був скинутий та втік, а на московському престолі знову утвердився Василь II. Однак Шемяка, що закріпився в північних землях (його базою стало недавно взяте місто Устюг), зовсім не збирався здаватися, і міжусобна війна продовжилася.
До цього періоду (приблизно кінець 1448 — середина 1449 року) відноситься перша згадка спадкоємця престолу Івана як «великого князя». У 1452 році його вже посилають номінальним керівником війська в похід на Устюжську фортецю Кокшенгу. Спадкоємець престолу успішно виконав отримане доручення, відрізавши Устюг від новгородських земель (існувала небезпека вступу Новгорода в війну на боці Шемяки) і жорстоко розоривши Кокшенгську волость. Повернувшись з походу з перемогою, 4 червня 1452 року княжич Іван в Соборі Спаса на бору обвінчався зі своєю нареченою, Марією Борисівною. Незабаром переможений Дмитро Шемяка був отруєний, і кривава усобиця, яка тривала чверть століття пішла на спад.

### Внутрішня політика. Реформи
За правління Івана ІІІ був прийнятий «Судебник» — збірка законів держави та проведений ряд реформ, які заклали основу помісної системи землеволодіння.

#### Церква
Іван III був ініціатором розколу Київської митрополії, коли після підписаної унії на Флорентійському соборі заарештував Київського митрополита Ісидора. В 1448 році Іван III скликав в Москві собор підконтрольних єпископів, які без благословення Вселенського патріарха вибрали настоятеля самопроголошеної Московської церкви.

### Зовнішня політика

#### Приєднання сусідів
Головною заслугою правління Івана III стало підкорення нових земель навколо Москви. Московія в низці походів завоювала Новгородську республіку. Іван III підпорядкував Москві сусідні князівства: Тверське (1485), Ярославське (1463), Ростовське (1464) і частково Рязанське. Залишились незалежними лише Псковське та Рязанське князівство, але і вони знаходились під значним московським впливом.

#### Відносини з Ордою

Пам'ятник на Угрі

Саме у зв'язку з правлінням Івана III заведено в російській історіографії писати про кінець більш ніж 200-літнього Ординського іга. Повалення татарського ярма у Росії пов'язується здебільшого з стоянням на Угрі 1480-го року, коли московські війська не пропустили в глиб своїх земель війська ординського хана Ахмата. Саме Іван ІІІ, першим з московських князів, починає титулувати себе у зносинах з іноземними правителями «царем та государем всія Русі», хоч до того в Росії царем називали ординських ханів. Разом з тим відомо, що і 1502 року, через 22 роки після стояння на Угрі, Іван ІІІ у листах називав себе холопом хана Великої Орди.

#### Війни з Литвою
Весною 1480-го вів перемовини щодо зближення з господарем Молдавії Штефаном ІІІ; посередником був князь Михайло Олелькович.
Влітку 1482 року Іван ІІІ Васильович відправив кримському хану Менґлі Ґераю цінні подарунки та значну суму грошей з намовлянням напасти на Литву. Менґлі Ґерай, за цим намовлянням московського князя, вийшов в похід на Київ. 1 вересня він здобув замок, спалив собори і церкви, взяв в полон багато людей. В подарунок князю Івану хан вислав золоті потир та дискос з київського собору святої Софії.
Після успішних воєн з Великим князівством Литовським в склад Московського князівства увійшли більшість Верховських князівств, Новгород-Сіверський, Чернігів, Брянськ та ще ряд міст (що входили в склад ВКЛ). Крім того, Великий князь Литовський (з 1492 р.) Олександр Яґеллончик одружився з дочкою Івана ІІІ — Оленою. Помираючи Іван III передав своєму наступнику, Василію ІІІ в декілька разів більше землі, ніж прийняв сам.

#### Візантійська спадщина
12 листопада 1472 року Іван III вдруге одружився з дочкою Морейського деспота Фоми Палеолога (1430—1460), племінницею останніх візантійських імператорів Іоанна VIII Палеолога (1425—1448) та Констянтина XI Палеолога (1449—1453) Зоєю (в Росії отримала ім'я Софія (бл. 1448 — 17 квітня 1503)). Після одруження Іван III зробив візантійський герб (двоголовий орел) гербом Великого князівства Московського чим задекларував свої претензії на спадщину Константинополя, який на той момент був завойований Османською імперією.
Пізніше, за правління сина Івана III, Василія III, претензії на візантійську спадщину завдяки шлюбу з Софією Палеолог стали основою для формування російської державної ідеології «Москва — Третій Рим»

## Сім'я
- Батько: Василь II Темний
- Матір: Марія Ярославна
- 1-ша дружина: Марія Борисівна
- 2-га дружина: Софія Палеолог
- Діти:
  - Іван
  - Василій III
  - Юрій
  - Дмитро
  - Семен
  - Андрій
  - Елена
  - Феодосія
  - Євдокія